# Kiss and Fight
『Kiss and Fight』（キス アンド ファイト）は、宮川匡代による日本の漫画作品。
隔月刊誌『Silky』（白泉社）にて2003年6月号から2009年2月号まで連載されていた。単行本は全11巻。

## あらすじ
念願だった下着メーカーに就職できた志村優。ランジェリー部門を希望していた優が配属されたのはメンズアンダー部門、つまり“男のパンツ”を作る部署だった。
優はメンズアンダー部門の紅一点として、周りの支えもあって男のパンツ作り師としても女としても成長していく。

## 登場人物
年齢は初登場時に準ずる。
志村 優（しむら ゆう）
23歳。メンズアンダー部門。
葉庭大卒。高校時代に、当時大学のバレー部だった早見がコーチとしてやって来て以来、早見のことが好きだったが、社員旅行中に早見と美咲の関係を知ってしまい失恋。
デザインする下着は、股間からニョロニョロと生き物が生えたシリーズやヌーブラならぬヌーチンなどばかりで、課長の心は掴むものの、実用性に乏しいため、当然本採用はされない。
初めて任されたブリーフのデザインの仕事がきっかけで藤沢のことを好きになり、付き合うようになる。
藤沢 優（ふじさわ ゆう）
28歳。宣伝部。
大学時代バレーボールをしていて、早見は学生選抜の後輩。自称・命懸けの宣伝師。始め（1巻）は脇役だったが、優と付き合うようになる。誰に対しても優しい上に愛想が良く、無自覚に笑顔を振りまく。
早見（はやみ）
27歳。メンズアンダー部門。
葉庭大卒。ランジェリー部門にいた時に新入社員だった美咲の指導係をやり、親しくなった。
美咲（みさき）
25歳。ランジェリー部門。
葉庭短大卒。優とは同い年だが、短大卒のため2年先輩に当たり、優が入社してから親しくなった。早見と恋人同士で、結婚を意識している。閉所恐怖症で、長時間ドアや窓の開かない乗り物が苦手。
花調（かちょう）
メンズアンダー部門の課長。オネエ系。優の入社当時は刺激が強すぎないようにとオネエ系であることを隠していた。
和泉 紗瑛（いずみ さえ）
28歳。広報部。
元ランジェリー部門所属。アメリカの大学を卒業した。ほとんどの社員が一目置く美貌と才能を持ち、「ブラボー! の至宝」と呼ばれる。ランジェリー部門所属時には、立て続けにヒット商品を出した“パンツの女王”。藤沢とは同期で、学生時代からひっつきもっつきしていた。
ルーシー
課長の妻。金髪美女。
ニューヨークから日本へ留学し、課長の家にホームステイしたことがきっかけでラブラブになった。課長のことを心の底から愛し、夫を傷つけた者はたとえかすり傷であっても、何かしら仕返しがある。趣味は日本のお面集め。
有田（ありた）
秘書課の課長。花調と同じくオネエ系で、何かにつけて競い合っている天敵同士。
本田 信太郎（ほんだ しんたろう）
優の幼なじみ。小さい頃は7歳年下の優にいじめられていた。ハーバード大卒、東大大学院卒。広報部長としてブラボー! にやってくる。藤沢と別れた優と付き合うようになる。
蓬田 響・奏（よもぎだ きょう・かな）
ブラボー! の社長とその息子。通称、社長と御曹司。コンビニのおにぎりを開けられずに困っていたところを紗瑛に助けられ、親子して紗瑛にゾッコンになる。
加納 美芳（かのう みほ）
本田の元彼女。本田に父親の会社を買収され、父親は失踪、家庭が崩壊、辛酸を舐める生活を送ってきた。ブラボー!で再会し、かつての腹いせに優に嫌がらせをし、本田にも優と別れるよう脅す。

## 作品の舞台など
株式会社ブラボー
作品の舞台となる下着メーカー。新入社員の配属先は、上司による入札で決められるなど、一風変わった風習が数多く存在する。
社員旅行
総務部主催。毎回趣向が凝らされている。
- 階級に関係なく、部屋はくじ引きや宝探しで決められ、露天風呂・舟盛り付きの貴賓室から自給自足のテントまで様々。優と藤沢がテントを引き、親しくなるきっかけとなった。
- 廃校を借り切って、社員全員が生徒や先生にコスプレ。生徒役の数が絶対的に多い中、優は担任（金八先生）を、藤沢は校医を引いた。スケバンなど、一昔前の学生もある。

メンズアンダー部門
主人公が所属する部署。伝統的に男所帯でやってきたが、男女雇用機会均等法の関係で厚労省から指導が入ったら困るので、女子社員を入れることになったと噂がある。課長がオネエ系であることを除けば、優は部署唯一の女子社員。
大運動会
総務部主催。業界一のバカ運動会と有名で、テレビの取材が入ったこともある。
大水泳大会
総務部主催。賞品は世界各地のリゾート地又は日本国内への航空券と宿泊券。水着はくじ引きで決め、「生」マークが入ったくじを引いた人は生着替えをしなければならない。スクール水着やふんどし、海女さん姿もある。
仮面舞踏会
冬を飾る大イベント。競技ダンス参加の優勝者には賞金100万円が与えられる。
社長杯創作ダンス大会
部署対抗で行われ、賞金は1000万円。
その他、書き初め大会、百人一首大会、社長杯麻雀など、仕事をしているのかと思われるほど遊びに時間が費やされる。社長考案の福利厚生制度として、会社のプロデュースで結婚式を挙げた社員は、2週間のハネムーン休暇が貰え、旅費も全て出してもらえ、子どもが産まれたら3歳までベビーシッターを付けて貰えるなど、かなり手厚い制度が設けられている。

## 書誌情報
- 宮川匡代 『Kiss and Fight』 《白泉社・白泉社レディースコミックス》 全11巻
  1. 2004年3月5日発売、ISBN 4-592-15672-2
  2. 2004年9月4日発売、ISBN 4-592-15673-0
- 2005年3月5日発売、ISBN 4-592-15674-9
  1. 2005年9月5日発売、ISBN 4-592-15675-7
  2. 2006年3月4日発売、ISBN 4-592-15676-5
  3. 2006年9月5日発売、ISBN 4-592-15677-3
  4. 2007年3月5日発売、ISBN 978-4-592-15678-9
  5. 2007年9月5日発売、ISBN 978-4-592-15679-6
  6. 2008年3月5日発売、ISBN 978-4-592-15700-7
  7. 2008年9月5日発売、ISBN 978-4-592-15701-4
  8. 2009年3月5日発売、ISBN 978-4-592-15702-1

### 単行本同時収録
Ivory（アイボリー）
『Silky』2002年6月号掲載
上司の有坂と婚約中の理名。披露宴の相談をしても「全て君に任せる」と素っ気ない態度を取る有坂に、理名は不安を抱き始める。